# まじぷり -Wonder Cradle-
『まじぷり -Wonder Cradle-』（-ワンダークレイドル）は、2004年6月4日にPurple softwareから発売されたアダルトゲームである。

## ストーリー
ある朝、主人公の姫川真は自動販売機の前で困っている見知らぬ女の子を助けようとするが、うまくいかずに逆に恨みを買ってしまう。しかも、その女の子は主人公のクラスの転校生だった。彼女の出現により、主人公は騒動続きの日々を送ることになった。
パッケージのアオリ文句によれば、転校生は魔法使いであるらしい。ストーリーの進行と共に、ヒロインたちの魔法との関係が明らかになっていく。

## システム
コマンド選択式の、アルクいわく「普通の」アドベンチャーゲーム。CONFIG画面では設定が多彩。一部の画面では雨や桜吹雪などがアニメーション処理されている。攻略可能なヒロインは5人でバッドエンドは無く、必ず誰かのルートに入る。作中のプレイ期間は10月1日から始まっており、日曜日から始まるため「転校生」もすぐには登場しない。最初の5日間は完全に一本道の共通ルートであり、特に選択肢が多い。逆を言えばそれ以降はほぼルートが確定しており、選択肢が少ない。10日目頃から完全にヒロイン個別の内容となる。エピローグを除く作中のプレー期間はヒロインのルートによって2、3週間程度。
なお日曜とはいえ10月1日は作中で都民の日（白羽学園は私立であるため関係無いが）とされており、本作は公式には東京都が舞台になっている。しかし有里がノリツッコミなうえ好物がたこ焼きやお好み焼きだったり、アルクが商人（あきんど）キャラだったり、『なぜなに』が漫才的だったりと、所々で関西的な世界観を覗かせている。

## 登場人物

### 主人公
姫川 真（ひめかわ まこと）
白羽学園の2年生。厄介事に巻き込まれやすい性分で、クラスの文化祭実行委員になる。普段から妹べったりの兄として知られ、妹の親友のアルクと3人でいることが多い。同級生、特に男性との付き合いはほとんど描かれておらず、クラスでの会話は専ら有里か桜先生が相手。考えていること（妄想）が口や顔に出て、他者から痛い目で見られることもしばしば。幼いときに不思議な体験で命を救われたことがあり、半信半疑ながらも心の奥底では魔法の存在を信じている様子。

### メインヒロイン
個別エンドの用意されている、攻略対象キャラクターたち。
明日葉 有里（あしたば ゆうり）
声優 - 海原エレナ
転校生の少女で、真の隣の席になる。たびたび不調な自販機の前で目撃されており、真が初対面の際はその缶ジュースで有里に粗相をしてしまう。和解後も真の失礼な発言（ボケ）に対して有里は乗りが良く、マジレスでボケ返した後に怒りだす（いわゆるノリツッコミ）。さらに有里を怒らせて「死にっさらせ」と真が粛清されることもしばしば。そんな2人は傍から見ると息がぴったりで仲が良い。真は有里を文化祭の副実行委員に指名しており、放課後に2人でクラスの出し物を相談している。髪型（赤毛のお団子ツインテール）はカニに喩えられることがあり、怒ると「ガルル・・・」と唸る。好物はたこ焼きやお好み焼き。
姫川 未亜（ひめかわ みあ）
声優 - 春日アン
真の義理の妹。白羽学園の1年生。幼児体型で犬耳が付いており、真いわく「犬ッ娘ワンワン」。犬耳が本物の耳を塞ぐため、微妙な聞き間違いが多い。ヘ音記号に似たアホ毛を持つ点で、真はしばしば「へお〜ん」とも呼ぶが、未亜は気に入らない様子。毎朝、真を起こしに行くのが日課だが、なかなか起きてもらえない。学園では兄思いの妹キャラとして密かなアイドルとなっている。放課後はアルクの購買部を手伝うか、エールブランでバイトをしている。ある事故が原因で昔の記憶を失っているが、今も昔もお兄ちゃん（真）のことが大好き。犬耳が原因で幼いときからいじめられやすく、しばしば真に護ってもらっている。
八重崎 歩（やえざき あるく）
声優 - 紫華すみれ
通称「アルク」または「アルちょん」。未亜のクラスメートで親友。未亜ほどではないが発育途上で、ウサミミ状のリボンで結んだ金髪ポニーテールの少女。殿様言葉で尊大な態度を取り、時おり真をサル呼ばわりする。さらに未亜に対して異常なほどの愛情を持ち、萌え過ぎて未亜の貞操を脅かすこともしばしば。真にとっては悪魔のような存在だが、未亜萌え同盟の仲間でもある。山奥で一人暮らしをしており、何か怪しいものを研究しているらしい。その資金のため放課後に学校で購買部を開くなど金にはがめつく、時おり怪しげなものを売っている。購買部では白衣を着用し、しばしば未亜のビデオ撮影を行っている。
インパクトある性格で作品を特徴付けているキャラクターであり、何らかの形でしょっちゅう登場する。例えば真が気を失った際は「司祭アルク」として真の夢枕に登場し、古いRPGのような画面で蘇生の儀式（有料）を行うが、実在のアルクとは無関係。また魔法国レスタに舞台が移った際にも、容姿・性格が瓜二つのキャラクターが登場する。
北島 空（きたじま そら）
声優 - 一色ヒカル
真たちの近所のアパートに住む、白羽学園の先輩（3年生）。丸顔でまったりした雰囲気を持ち、頭の両脇にリボンを付けていることから、しばしばウーパールーパーに喩えられる。また胸も大きく、太っていると思われているが自身は否定している。口癖は「まう」。エールブランでバイトをしており、しばしば姫川家に泊まる。何かと「お姉ちゃん」を自称し、真と未亜を弟と妹のように見なしたがる、言わば押しかけ姉。しかし真にとってはタメ（同級生）感覚で「空っち」と呼ばれる。逆に真のことは「マコピー」と呼んでいる。しばしば未亜に代わって朝に真を起こしに来るが、学園祭で女子プロレスをする予定があるため、寝ている真を新技の実験台にしようとする。学園では放送部のパーソナリティとして人気があり、自身の昼食時間を犠牲にしてお昼の校内放送を担当している。ただし真たちはいつも中庭で弁当を食べているため、放送を聴いてもらえずにいる。アイスをおかずにしてご飯を食べるという奇妙な一面を持つ。
立石 恵梨華（たていし えりか）
声優 - 金田まひる
バーガーショップ「ピチピチ・フィッシュ・バーガー」の店員（バイト）。しかし注文の聞き間違いがひどく、彼女のレジにはほとんど客が並ばない。口癖は「にゃ」などのネコ言葉だが、猫耳は付いていない。しばしばM（マジ）で始まる3文字の略語（KY語）を使うほか、稀にお嬢様言葉を使う。独特のテンションを持ち、そのパンツを見た者は呪われるなどと言う。自称「魔を狩る者」の家系で、夜な夜な魔を求め徘徊している。もともと有里の転校前の女子校に通っていたが、有里を魔と疑い、白羽学園に転校してきた。ただしクラスは真たちとは異なり、恵梨華のルートに入らない限りは会う機会もほとんど無い。時おり見せる怪しげなコスプレは旧作『はっぴ〜ぶり〜でぃんぐ』の魔女の服であり、杖は伸縮し電池で光る。

### サブヒロイン
本編では攻略できないが『ふぁんでぃすく』にてHイベントが収録されている。
姫川 茗子（ひめかわ めいこ）
声優 - 如月美琴
未亜の母で、真の叔母。ケーキ喫茶「エールブラン」の主人。真にとっても実質的に母親のような人だが、けじめとしてお互いにさん付けで呼び合っている。知識の宝庫で、口癖は「なるほど」。ただし情報の正確さは怪しく、50%程度らしい。未亜の真に対する兄以上の感情を理解しており、しばしば2人のことを気にかけている。
桜 朱鷺乃（さくら ときの）
声優 - AYA
真と有里の担任。空と同様、胸が大きい。ざっくばらんで男勝りな性格をしており、授業も朝の会も真面目な内容でやることが少ない。授業時間を利用して紅葉狩りをしたときは、職場をクビになりかけたほど。酒に酔っては思いがけないところに迷い込むため、神出鬼没。お兄ちゃん子で、余所へ結婚した兄のことが忘れられずにいる。

### その他
このほか立ち絵と台詞の存在するキャラクターとしては、ルート次第で以下のような者が登場する場合がある。いずれも女性であり、真以外の男性は全編を通してもあまり会話には絡んでこない。
シェリル
空の側人。男のような格好をしている。CV設定では彼女の個別項目が用意されているが、攻略対象ではない。
カケル
有里の故郷の親友。共通ルート部分の有里の台詞でも名前のみ登場するが、基本的には有里ルートに登場する。アルクに酷似し、アルクの立ち位置をそのまま引き継ぐような瓜二つの性格を見せる。『ふぁんでぃすく』ではアルクルートの後日談にも姿を見せ、サブヒロインと同様に主人公とヒロインを交えたイベントもある。こちらでは既にアルクがデレているうえに、カケルが姉らしい態度を取るため、性格はあまり似ない。
女王（ミューズ）
有里の故郷の女王。本名ミューズ・スタン・アン・レスタ。しかし名前で呼ばれることはあまり無い。

## 用語
なぜなにまじぷり
黒板を背景に、2、3人のキャラクターを使った、立ち絵による問答コーナー。本編終了後に見ることができる。本来は本編で明かされなかった謎や伏線を解説するコーナーのはずだが、実質的には単に漫才のような内容で、本来のテーマがなおざりになることも多い。『ふぁんでぃすく』では『はっぴ〜ぶり〜でぃんぐ』のキャラクターを使った『なぜなにはぴぶり』も収録。
レスタ
ヨーロッパのあたりに位置するという魔法国。魔法を狙う周辺国との対立から魔法で鎖国しており、他者からは見ることも触れることもできない。さらに入国した者の存在すら外の世界から痕跡を消され、忘れ去られてしまう。当然ながら魔法を使わなければ行き来できない。小国なうえ鎖国中で食材が不自由なため、食事は美味くない。
セフルト
1. 原義はセフルトの木のこと。
2. セフルトの木が所蔵されているピラミッド型の建物のこと。元は科学により作り出された、魔法の源となるシステム。変換魔法を司るセフルトAと攻撃魔法を司るセフルトBの2つがあり、レスタ出身の魔法使いはいずれかのセフルトシステムに属す。
3. さらに転じて、魔法の増幅能力を持つ人のこと。魔法使いにとって、同じ日時に生まれたセフルトは特に相性がよく、大きな増幅効果を発揮できる。その反面、大規模な魔法の使用はセフルトとなる者の寿命を削る危険がある。

紅葉山
白羽町の裏山。アルクの家（研究所）や、恵梨華の家の墓、秘湯などがある。その名の通り紅葉の名所だったが、ある事件を機に季節外れの桜が咲き乱れるようになる。
犬ッ娘・M・妖精DVD
アルクがしばしば購買部で売る自作ビデオ作品の定番シリーズで、男子生徒に人気がある。いかにもロリ系エロビデオのような怪しいタイトルだが、たまにパンツが見える程度で、必ずしもいかがわしい内容ではない（いわゆるグラビア系イメージビデオ）。目にモザイクを掛けてはいるが、犬耳が見えており被写体はバレバレ。
ドクター・チョキパー
清涼飲料。レスタの宮廷料理のように薬品臭く、物好きにしか好まれていない。
ポモ (pomo)
空が愛食している、一口サイズでチョコレートのついたアイスクリーム。ボリュームが少ない。
ギャラクシー☆エンゲル係数
未亜のような獣耳の少女が登場する、PC用の美少女ゲーム。

## 主題歌
- オープニングテーマ「Confession」
作詞：みやび
作編曲：景家淳
唄：橋本みゆき

- エンディングテーマ「秋空のむこう」
作詞：石川泰
作編曲：景家淳
唄：橋本みゆき

## スタッフ
- 企画：湯・山田光一郎
- キャラクターデザイン・原画：岩崎考司
- シナリオ：山田光一郎
- プロデューサー：石川泰

## 体験版
物語序盤の共通ルート5日間（オープニングまで）と、体験版オリジナルの『なぜなにまじぷり』を収録した体験版が公開されている。公式サイトの説明によれば、音声を全て聞くと約6時間のボリュームがあるという。製品版との主な違いは以下の通り。
- 一部を除いて画像・音声の圧縮率が高く、ノイズが目立つ。
- 体験版と製品版のセーブデータには互換性が無い。
- 起動時のブランドロゴなし。タイトル画面のデザインも全く異なり、選べるのは「GAME START」のみ。ロードや設定変更(CONFIG)はゲーム中から行う。
- BGMが一部異なる。
- 一部の読み仮名やハートマークが《はーと》のように二重山括弧内に表示されることがある。
- オープニングは劇中のイベントCGや立ち絵がベース。ただし劇中未使用CGも使われている。この体験版オープニングは製品版DVDではオマケとして収録されており、製品版ではセルアニメ調のOPが使われている。
- オリジナル版の『なぜなにまじぷり』を収録。体験版部分にはHらしいイベントがほとんど無いため、『なぜなに』で一部のHシーンの触りの部分だけ紹介されている。

## 関連商品
まじぷり ふぁんでぃすく
コミックマーケット66・通信販売限定商品。
本作の番外編ストーリーと、2002年に発売されたはっぴ〜ぶり〜でぃんぐを収録。また若干のアクセサリ類（スクリーンセーバーと未亜時計）が付属。
5人の各ヒロインごとにそれぞれの『その1』（Hシーン中心の話）→『その2』（その後の話）→『なぜなにまじぷり』を収録。サブヒロインのHイベントはメインヒロインとの3Pとして付随する形となる。また同梱の『はっぴ〜ぶり〜でぃんぐ』の紹介『なぜなにはぴぶり』が最初から見ることができる。ここで登場する『はぴぶり』のキャラ2人は、恵梨華の話でのみ物語に絡んでくる。
まじぷりビジュアルファンブック
2004年8月21日にソフトバンクパブリッシングより発売。
ISBN 4797327405
オリジナルサウンドトラック
2004年8月4日にランティスより発売。

## 補足
- 初回版はプレスミスにより回収された（参考リンク）。2006年6月30日で無償交換を終了。
- 体験版部分の非公式な英訳版がinsani.orgで提供されている。
- 月刊メガストアの付録DVDには過去の商用ゲームが毎回1本丸ごと収録されているが、本作は2010年11月号（9月17日発売）に巻頭特集連動企画として収録された。
- 2022年4月26日にWindows 10動作確認済のダウンロード版がFANZA独占で配信された。